# Flashpoint (singolo)
Flashpoint è un singolo pubblicato nel 1984 dai gruppi di musica elettronica e rock Tangerine Dream e The Gems.
Esso è stato composto e in parte eseguito da quest'ultima band ed è la title track della colonna sonora dell'omonimo film diretto da William Tannen. È stata considerata la peggiore canzone di chiusura di un film di sempre.
Il b-side è occupato dal pezzo Going West, composto dal gruppo berlinese e tema principale del film.

## Tracce
1. Flashpoint (feat. The Gems) – 3:47
2. Going West (feat. Tangerine Dream) – 4:10

Durata totale: 7:57

## Formazione
- Edgar Froese: sintetizzatori, tastiere, chitarra elettrica.
- Christopher Franke: sintetizzatori, tastiere, percussioni elettroniche.
- Johannes Schmoelling: sintetizzatori, tastiere.
- The Gems: esecutori di Flashpoint.